# Rio Galheirão
Rio Galheirão är ett vattendrag i Brasilien.   Det ligger i delstaten Bahia, i den östra delen av landet, 500 km nordost om huvudstaden Brasília.
Omgivningarna runt Rio Galheirão är huvudsakligen savann. Trakten runt Rio Galheirão är nära nog obefolkad, med mindre än två invånare per kvadratkilometer.